# Tayna
Tayna (* 14. Dezember 1996 in Prizren, BR Jugoslawien, heute Kosovo; bürgerlicher Name Doruntina Shala) ist eine kosovo-albanische Rapperin.

## Leben und Karriere

### 2016–2019: Anfang ihrer Karriere
Doruntina Shala nahm 2016 erfolglos am Casting für die erste Staffel von Talent X teil. Mit ihren Debütsingles Columbiana und Shqipe, die in Albanien die Charts anführten, gelang ihr der Durchbruch im albanischsprachigen Raum. Im August 2018 trat sie beim Sunny Hill Festival in Pristina zusammen mit anderen renommierten Künstlern wie Action Bronson, Martin Garrix und Dua Lipa auf. Im Dezember 2018 veröffentlichte sie ihre Folgesingle Aje mit dem kosovo-albanischen Rapper Ledri Vula. Im selben Monat wurde sie von der kosovarischen Fernsehsendung Privé zur Persönlichkeit des Jahres ernannt.
Im Februar 2019 veröffentlichte Shala die Nachfolgesingle mit dem Titel Ring Ring, die in Albanien auf Platz acht landete. Auf Ring Ring folgten zwei Top-10-Singles, Kce und Caliente, letztere mit dem albanischen Produzenten Cricket. Im August 2019 arbeitete sie mit den albanischen Rappern Lyrical Son und MC Kresha an Pasite zusammen. Die Single erreichte Platz eins der albanischen Charts und erreichte Platz 155 in den Spotify-Charts in der Schweiz. Die darauffolgende Zusammenarbeit mit der kosovo-albanischen Sängerin Dafina Zeqiri, Bye Bye, erreichte in ihrem Heimatland ebenfalls Platz eins. Ihre nachfolgenden Singles Sicko und Sorry erzielten in Albanien Erfolg, indem sie Platz 2 bzw. 13 der Charts erreichten. Im Juni 2019 unterzeichnete Shala einen Zweijahresvertrag mit der kosovarischen Kaffeefirma Devolli Corporation.

### 2020–heute:Bipolarund anhaltender Erfolg
Im Januar 2020 arbeitete Shala mit dem kosovo-albanischen Rapper Mozzik an der Single Edhe ti zusammen, die in Albanien und im deutschsprachigen Raum großen Erfolg feierten. Im Juli 2020 nahm Sony Music die Rapperin unter Vertrag. Die auf Bass folgende Single Qe Qe erreichte in Albanien Platz neun und in der Schweiz Platz 45. Im Januar 2021 erschien ihre Single Moona mit dem französisch-algerischen Rapper L’Algérino, die auf Platz 83 der Schweizer Charts landete. Eine weitere erfolgreiche Zusammenarbeit folgte im Juni 2021 mit dem Release von Ti harro, zusammen mit dem deutsch-albanischen Rapper Azet. Im selben Monat wurde Shala das Gesicht der Sommerkollektion Playboy x DEF der deutschen Ausgabe des Playboy und der deutschen Streetwear-Marke DefShop. Im November 2021 arbeitete sie ein zweites Mal mit Ledri Vula an der Nachfolgesingle Hala zusammen, die in der Schweiz auf Platz 55 landete.
Der den albanischen Frauen gewidmete Song Heroinat wurde am 28. November 2021, zeitgleich mit dem albanischen Unabhängigkeitstag, als Vorabsingle von Shalas kommendem Debüt-Studioalbum Bipolar herausgebracht. OFG wurde als zweite Single des Albums im Dezember 2021 veröffentlicht.
Im Juni 2024 veröffentlichte Tayna ihre Comeback-Single „Si Ai“. Der Song ging auf TikTok und anderen Plattformen viral und machte die Künstlerin einem neuen Publikum bekannt. Nach der umstrittenen Trennung von ihrem Manager wurde der Song von den Streaming-Plattformen entfernt, jedoch nach einigen Wochen – nach einer öffentlich bekannt gegebenen Einigung zwischen den beiden – wieder veröffentlicht.
Ihre Single „Si Ai“ aus dem Jahr 2024 ist Taynas bisher meistgestreamter Track mit über 67 Millionen Streams allein auf Spotify.

## Kunstfertigkeit
Shalas Musikstil wird häufig dem Hip-Hop und R&B zugeordnet, obwohl ihre Musik auch verschiedene Stilrichtungen wie Reggaeton und Dance umfasst. Sie begeistert sich für Literatur und hat ihre Leidenschaft für das Lesen sowie für die Bücher, die ihr Leben beeinflusst haben, häufig zum Ausdruck gebracht.
Der Stil der Künstlerin vereint Genres wie Rap-Pop, Alternative R&B, Ethno-Electronic und Afrobeats und verbindet urbane Energie mit lyrischer Verletzlichkeit. Dabei zeigt sie besondere Stärken in stimmlicher Präsenz, lyrischer Tiefe, künstlerischer Leitung, visuellem Storytelling und spirituellen Melodien.

## Privatleben
Tayna lebt derzeit in Prishtina. Sie spricht fließend Englisch und Albanisch und verfügt über gute Kenntnisse in Spanisch und Deutsch.
Sie ist die Gründerin der Tayna Foundation, deren Ziel es ist, junge Menschen und Gemeinschaften durch Bildung, Journalismus, Kunst und Kultur zu stärken. Im Jahr 2025 spendete die Stiftung über 25.000 Euro für die Einrichtung eines Labors für mobilen Journalismus und Podcasts an der Universität Prishtina.
Sie arbeitet als unabhängige Künstlerin unter ihrem eigenen Label Pendragon.

## Diskografie

### Singles
| Jahr | Titel Album  | Höchstplatzierung, Gesamtwochen, AuszeichnungChartplatzierungen (Jahr, Titel, Album, Platzierungen, Wochen, Auszeichnungen, Anmerkungen) | Höchstplatzierung, Gesamtwochen, AuszeichnungChartplatzierungen (Jahr, Titel, Album, Platzierungen, Wochen, Auszeichnungen, Anmerkungen) | Höchstplatzierung, Gesamtwochen, AuszeichnungChartplatzierungen (Jahr, Titel, Album, Platzierungen, Wochen, Auszeichnungen, Anmerkungen) | Anmerkungen                                                    |
| Jahr | Titel Album  | DE | AT | CH | Anmerkungen                                                    |
| ---- | ------------ | --- | --- | --- | -------------------------------------------------------------- |
| 2020 | Edhe ti –    | DE90 (1 Wo.)DE | — | CH26 (2 Wo.)CH | Erstveröffentlichung: 22. Januar 2020 mit Mozzik               |
| 2020 | Qe qe –      | — | — | CH45 (2 Wo.)CH | Erstveröffentlichung: 21. August 2020                          |
| 2021 | Moona –      | — | — | CH83 (1 Wo.)CH | Erstveröffentlichung: 15. Januar 2021 mit L’Algérino           |
| 2021 | Ti harro –   | DE64 (1 Wo.)DE | — | CH32 (2 Wo.)CH | Erstveröffentlichung: 11. Juni 2021 mit Azet                   |
| 2021 | Hala Bipolar | — | — | CH55 (1 Wo.)CH | mit Ledri Vula                                                 |
| 2022 | Pare –       | — | — | CH11 (4 Wo.)CH | Erstveröffentlichung: 17. Juni 2022 mit Butrint Imeri & Mozzik |
| 2022 | Tequila –    | DE— aDE | — | CH27 (2 Wo.)CH | Erstveröffentlichung: 1. Juli 2022 feat. Azet                  |
| 2022 | Teket –      | — | — | CH28 (3 Wo.)CH | Erstveröffentlichung: 7. Oktober 2022                          |
| 2022 | Anaconda –   | — | — | CH86 (1 Wo.)CH | Erstveröffentlichung: 16. Dezember 2022 mit Kidda              |
| 2023 | O jetë –     | — | — | CH56 (3 Wo.)CH | Erstveröffentlichung: 25. Dezember 2023 feat. Ardian Bujupi    |
| 2024 | Si ai –      | DE35 (9 Wo.)DE | AT28 (5 Wo.)AT | CH4 (23 Wo.)CH | Erstveröffentlichung: 11. Juni 2024                            |
| 2024 | Obsesion –   | — | — | CH23 (5 Wo.)CH | Erstveröffentlichung: 15. November 2024                        |
| 2025 | Amal –       | — | — | CH66 (2 Wo.)CH | Erstveröffentlichung: 14. Februar 2025                         |
| 2025 | Thana –      | — | — | CH32 (… Wo.)CH | Erstveröffentlichung: 11. April 2025                           |
| 2025 | Lot –        | — | — | CH23 (2 Wo.)CH | Erstveröffentlichung: 9. Mai 2025 Butrint Imeri feat. Tayna    |

Alben
. Bipolar (2023)

### Weitere Singles
- 2018: Columbiana (mit Don Phenom)
- 2018: Shqipe
- 2018: Fake
- 2018: Doruntina
- 2018: Pow Pow
- 2018: Aje (mit Ledri Vula)
- 2019: Ring Ring
- 2019: Kce
- 2019: Caliente (mit Cricket)
- 2019: Pasite (mit Lyrical Son und MC Kresha)
- 2019: Bye Bye (mit Dafina Zeqiri)
- 2019: Sicko
- 2019: Sorry
- 2020: A jo
- 2020: Bass
- 2020: Johnny
- 2021: Magdalena (mit Flori Mumajesi und Cricket)
- 2021: WTF (mit Ivorian Doll)
- 2021: Taka
- 2021: Heroinat
- 2021: OFG
- 2022: Pijetore (mit Cricket)
- 2022: S’du me ni (mit Gesko)
- 2022: Alpha & Omega (mit Marin)
- 2022: Pare (feat. Butrint Imeri & Mozzik)
- 2022: Tequilla (feat. Azet)
- 2022: Valle (feat. Lumi B)
- 2022: Teket
- 2022: Anaconda (feat. Kidda)
- 2023: Merri
- 2023: BIPOLAR [ALBUM]
- 2023: Kalle
- 2023: 4X4 (feat. Rzon & II Ghost & Marin)
- 2023: Xhelozi
- 2023: Crazy Albanian Chick
- 2023: Shqipet 2
- 2023: O Jetë (feat. Ardian Bujupi)
- 2024: UNAZA (feat. Bardhi)
- 2024: Vetëdija
- 2024: Si Ai
- 2024: U Bo Kohe (feat. Noizy & Varrosi)
- 2024: Hotel California (feat. Light)
- 2024: Folem Pak
- 2024: NA 2 (feat. Loredana)
- 2025: Amal
- 2025: Thana
- 2025: Lot (feat. Butrint Imeri)